# Izoterma DA
Izoterma DA, czyli izoterma Dubinina i Astachowa opisuje adsorpcję w niewielkich porach, tzw. mikroporach, o średnicach porównywalnych z rozmiarami cząsteczki adsorbatu (< 2nm według IUPAC). Adsorpcja w małych porach jest znacznie silniejsza niż na takiej samej chemicznie powierzchni płaskiej (większa ilość atomów adsorbatu oddziałuje z bliska z adsorbatem) i najczęściej jest opisywana za pomocą równania Dubinina-Raduszkiewicza (izoterma DR), izotermy Dubinina-Astachowa - uogólnienia izotermy DR i Freundlicha - lub równań pochodnych. 
{\displaystyle a=a_{o}\exp \left[-B_{n}(RT)^{n}\ln ^{n}(p_{o}/p)\right]}
gdzie: 
- {\displaystyle a_{o}} - pojemność adsorpcyjna mikroporów,
- {\displaystyle p_{o}} - ciśnienie przy którym wszystkie mikropory są zapełnione (z reguły niższe niż ciśnienie pary nasyconej, ps),
- {\displaystyle B_{n}} - stała związana z rozmiarem porów,
- {\displaystyle n} - stała związana z typem i rozkładem porów,
- {\displaystyle R} - stała gazowa,
- T - temperatura bezwzględna.

Dla n=2 z izotermy DA otrzymujemy izotermę DR, a dla n=1 izotermę Freundlicha.
Równanie izotermy DA może być uważane za jedno z rozwiązań całkowego równania Stoeckliego, które pozwala na opisanie adsorpcji na mikroporach o zróżnicowanej strukturze i rozmiarze.
Równanie DA wykorzystuje się często w postaci logarytmicznej (log10 lub ln), w której dane doświadczalne zgodne z modelem powinny układać się wzdłuż linii prostej ln(a)=f[lnn(po/p)]:
{\displaystyle \ln a=\ln a_{o}--B_{n}(RT)^{n}\ln ^{n}(p_{o}/p)}
Stosowanie tej zależności do wyznaczania parametrów równania wymaga uprzedniego wyznaczenia wartości parametrów n i po. Można je jednak stosować również w celu zademonstrowania zgodności danych doświadczalnych z modelem po uprzednim dopasowaniu parametrów np. metodą najmniejszych kwadratów.